# Gülsüm Kav

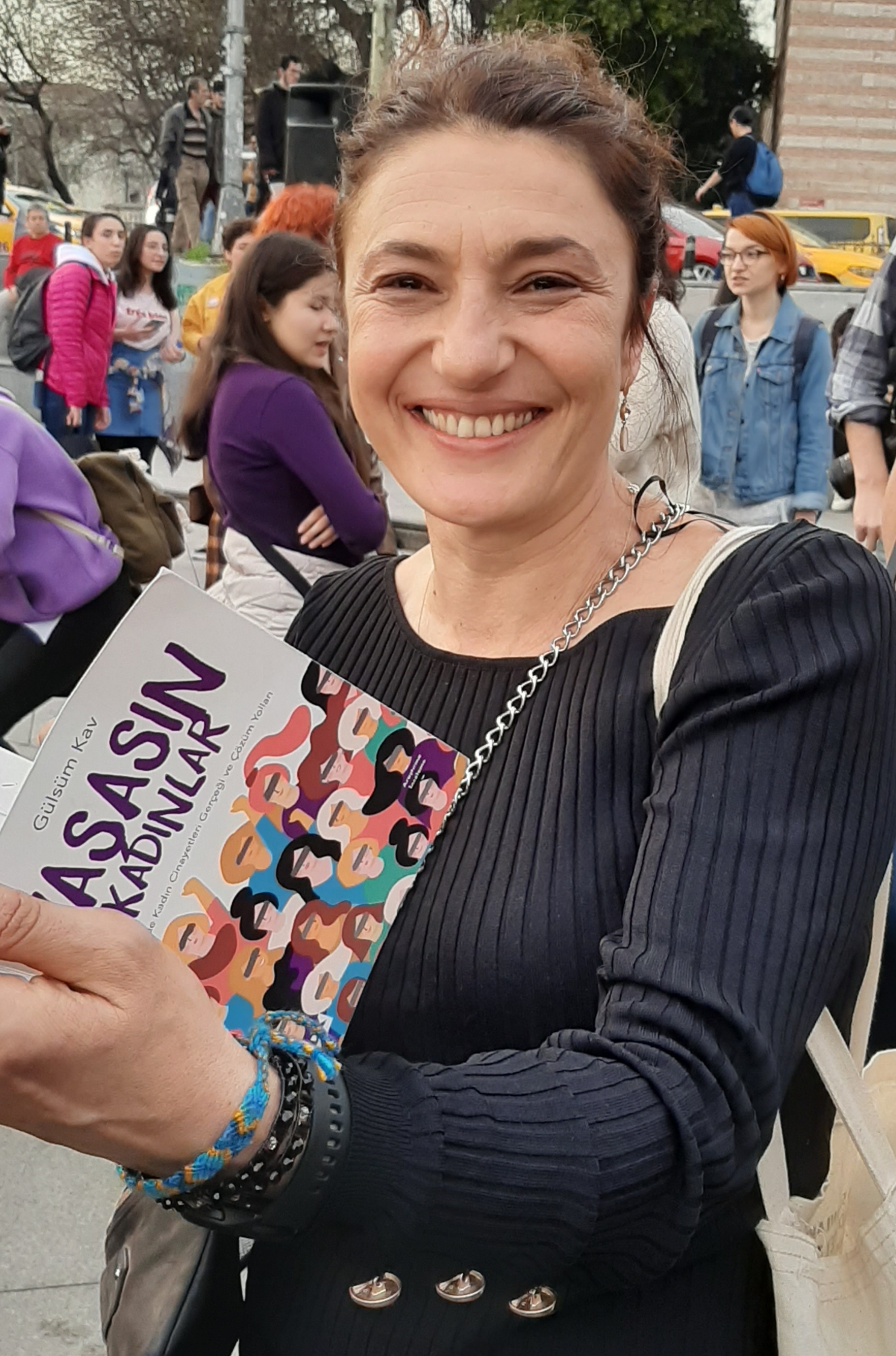
Gülsüm Kav (2020)

Gülsüm Kav (geb. 1971 in Amasya) ist eine türkische Ärztin, Autorin, Feministin und Aktivistin für Frauenrechte. Die BBC hat sie in die 100-Women-Liste des Jahres 2020 aufgenommen.

## Leben und Engagement
Gülsüm Kav wurde 1971 in Amasya geboren. Sie absolvierte 1996/1997 die medizinische Fakultät der Anadolu Üniversitesi in Eskişehir. Im Jahr 2000 wurde sie Fachärztin für Medizinische Ethik an der Abteilung für Deontologie der Medizinischen Fakultät (seit 2018 İstanbul Üniversitesi-Cerrahpaşa) der Universität Istanbul in Cerrahpaşa. Sie arbeitete als Spezialistin für Patientenrecht bei der Regionaldirektion in Istanbul. Seit 2012 arbeitet Kav als Fachärztin im Ausbildungs- und Forschungskrankenhaus in Şişli, Istanbul.
Kav zog 1998 nach Istanbul, wo sie sich organisierten feministischen Protesten anschließt. Nach dem Mord an Güldünya Tören beteiligte sie sich an ihrem ersten großen Protest gegen den Femizid. Tören bekam nach einer Vergewaltigung ein Kind. Sie befand sich nach einem ersten Mordversuch ihres Bruders im Krankenhaus, wo sie von ihrer Familie ermordet wurde. Nach einem weiteren Vorfall wurde Kav 2010 Mitbegründerin der Plattform Kadın Cinayetlerini Durduracağız Platformu (KCDP, „Stoppt den Femizid“). Im Jahr 2017 gründete sie die „Frauenversammlung“, eine Basisbewegung, die sich für die Rechte der Frauen in der Türkei einsetzt.

## Veröffentlichungen
Kav schreibt Artikel und Kolumnen für Zeitungen sowie Bücher.